# Jurij Zabołotny
Jurij Łeonidowycz Zabołotny, ukr. Юрій Леонідович Заболотний, ros. Юрий Леонидович Заболотный, Jurij Leonidowicz Zabołotny (ur. 2 października 1939 w Odessie, Ukraińska SRR, zm. 4 kwietnia 1997 w Odessie) – ukraiński piłkarz, grający na pozycji obrońcy, trener piłkarski.

## Kariera piłkarska

### Kariera klubowa
Wychowanek klubu Spartak Odessa. W 1957 rozpoczął karierę piłkarską w zespole Charczowyk Odessa, który w 1958 zmienił nazwę na Czornomoreć Odessa. W 1963 występował w Dynamie Kijów, po czym powrócił do Czornomorca, przez następne 4 lata występując w nim. Pełnił w drużynie funkcje kapitana. W 1969 zakończył karierę piłkarską w klubie Sudnobudiwnyk Mikołajów.

## Kariera trenerska
Po zakończeniu kariery zawodniczej od 1971 do 1991 z przerwami pracował w sztabie szkoleniowym Czornomorca Odessa, pełniąc funkcje dyrektora, asystenta, głównego trenera oraz prezesa klubu. 4 kwietnia 1997 zmarł w wieku 58 lat.

## Sukcesy i odznaczenia

### Sukcesy klubowe
- mistrz Pierwszej Ligi ZSRR, strefy ukraińskiej: 1961
- wicemistrz Pierwszej Ligi ZSRR: 1962

### Sukcesy indywidualne
- 3. miejsce w plebiscycie na najlepszego piłkarza Odessy XX wieku: 2001

### Odznaczenia
- tytuł Mistrza Sportu ZSRR: 1962
- tytuł Zasłużonego Trenera Ukraińskiej SRR: 1973